# Adaincourt
Adaincourt és un municipi francès, situat al departament del Mosel·la i a la regió del Gran Est. L'any 2007 tenia 112 habitants.

## Demografia

### Població
El 2007 la població de fet d'Adaincourt era de 112 persones. Hi havia 32 famílies, de les quals 4 eren unipersonals (4 homes vivint sols), 12 parelles sense fills, 12 parelles amb fills i 4 famílies monoparentals amb fills.
La població ha evolucionat segons el següent gràfic:
Habitants censats

### Habitatges
El 2007 hi havia 43 habitatges, 39 eren l'habitatge principal de la família, 2 eren segones residències i 2 estaven desocupats. 40 eren cases i 3 eren apartaments. Dels 39 habitatges principals, 30 estaven ocupats pels seus propietaris, 6 estaven llogats i ocupats pels llogaters i 2 estaven cedits a títol gratuït; 3 tenien tres cambres, 7 en tenien quatre i 28 en tenien cinc o més. 31 habitatges disposaven pel capbaix d'una plaça de pàrquing. A 18 habitatges hi havia un automòbil i a 20 n'hi havia dos o més.

### Piràmide de població
La piràmide de població per edats i sexe el 2009 era:
| Homes | Edats   | Dones |
| ----- | ------- | ----- |
| 0     | 95 o +  | 0     |
| 0     | 90 a 94 | 0     |
| 0     | 85 a 89 | 0     |
| 0     | 80 a 84 | 0     |
| 4     | 75 a 79 | 8     |
| 8     | 70 a 74 | 0     |
| 0     | 65 a 69 | 4     |
| 0     | 60 a 64 | 0     |
| 0     | 55 a 59 | 0     |
| 4     | 50 a 54 | 0     |
| 8     | 45 a 49 | 4     |
| 4     | 40 a 44 | 0     |
| 0     | 35 a 39 | 0     |
| 4     | 30 a 34 | 8     |
| 4     | 25 a 29 | 4     |
| 0     | 20 a 24 | 0     |
| 12    | 15 a 19 | 0     |
| 0     | 10 a 14 | 0     |
| 8     | 5 a 9   | 0     |
| 4     | 0 a 4   | 0     |

## Economia
El 2007 la població en edat de treballar era de 70 persones, 59 eren actives i 11 eren inactives. De les 59 persones actives 56 estaven ocupades (34 homes i 22 dones) i 3 estaven aturades (1 home i 2 dones). De les 11 persones inactives 4 estaven jubilades, 1 estava estudiant i 6 estaven classificades com a «altres inactius».
Activitats econòmiques
Dels 6 establiments que hi havia el 2007, 1 era d'una empresa de construcció, 2 d'empreses de comerç i reparació d'automòbils, 2 d'empreses immobiliàries i 1 d'una empresa de serveis.
L'únic servei als particulars que hi havia el 2009 era un paleta.
Dels 2 establiments comercials que hi havia el 2009, 1 era una fleca i 1 una botiga de material de revestiment de parets i terra.
L'any 2000 a Adaincourt hi havia 7 explotacions agrícoles.

## Poblacions més properes
El següent diagrama mostra les poblacions més properes.